# Parlamentswahl in den Niederlanden 2025
Die Parlamentswahl in den Niederlanden 2025 ist eine vorgezogene Neuwahl der Zweiten Kammer der Generalstaaten, die am 29. Oktober 2025 stattfinden soll. Planmäßig sollte die Wahl im März 2028 stattfinden, sie wurde jedoch wegen des Rücktritts des Kabinetts Schoof am 3. Juni 2025 infolge einer Koalitionskrise in der Asylfrage vorgezogen. Gewählt werden die 150 Abgeordneten der Zweiten Kammer.

## Hintergrund
Nach der letzten Parlamentswahl im Jahr 2023, bei der Geert Wilders Partij voor de Vrijheid (PVV) stärkste Partei geworden war, bildete sich nach längeren Verhandlungen aus den Parteien PVV, VVD, NSC und BBB das Kabinett Schoof. Wilders verzichtete zugunsten von Dick Schoof (parteilos) auf den Posten des Premierministers, da sich hierfür keine parlamentarische Mehrheit fand und wurde nicht Mitglied der Regierung.
Am 3. Juni 2025 kündigte Wilders relativ überraschend den Austritt seiner Partei aus der regierenden Vierparteienkoalition an. Als Begründung nannte er anhaltende Differenzen über die Asylpolitik. Wilders kritisierte, dass seine Forderungen nach einer restriktiveren Asylpolitik nicht umgesetzt wurden.

“Geen handtekening voor onze asielplannen. Geen aanpassing Hoofdlijnenakkoord. PVV verlaat de coalitie.”

„Keine Unterschrift unter unsere Asylpläne. Keine Anpassung der Hauptlinienvereinbarung. Die PVV verlässt die Koalition.“

Mit dem Austritt der PVV verlor die Koalition ihre Mehrheit, was zur Ankündigung von Neuwahlen führte.

### Fusion von GroenLinks und PvdA
Am 12. Juni 2025 wurde bekannt, dass die grüne Partei GroenLinks und die sozialdemokratische Partij van de Arbeid (PvdA) im Vorfeld der Wahl eine Fusion beschlossen haben. Die Mitglieder beider Parteien stimmten dem Vorschlag mit großer Mehrheit zu (GroenLinks: 89 %, PvdA: 88 %). Die formelle Vereinigung erfolgt aus verfahrensrechtlichen Gründen jedoch erst nach der Wahl. Bereits zuvor traten beide Parteien als rot-grünes Bündnis gemeinsam auf und planten auch zur Wahl 2025 erneut eine gemeinsame Liste, voraussichtlich wieder unter Spitzenkandidat Frans Timmermans.

## Organisation

### Wahlrecht
Bei der Wahl hat jeder Wähler eine Stimme. Die 150 Sitze in der Zweiten Kammer werden gemäß den landesweiten Stimmenzahlen nach dem D’Hondt-Verfahren proportional auf die Parteien verteilt. An der Sitzverteilung nehmen alle Parteien teil, die mindestens 1/150 der Stimmen (ca. 0,67 %) erhalten.

## Teilnehmende Parteien
Bis zum 15. September 2025 können die Parteien ihre Kandidatenlisten einreichen. Die folgenden Parteien haben bereits ihre Teilnahme für die Wahl angekündigt:
| Partei *                                 | Listenführer                    |
| ---------------------------------------- | ------------------------------- |
| PVV (Partij voor de Vrijheid)            | Geert Wilders                   |
| GROENLINKS / Partij van de Arbeid (PvdA) | Frans Timmermans                |
| VVD                                      | Dilan Yeşilgöz                  |
| Nieuw Sociaal Contract                   | Eddy van Hijum (nominiert)      |
| D66                                      | Rob Jetten                      |
| BBB                                      | Caroline van der Plas           |
| CDA                                      | Henri Bontenbal (nominiert)     |
| SP (Socialistische Partij)               | Jimmy Dijk                      |
| DENK                                     | noch zu bestimmen               |
| Partij voor de Dieren                    | Esther Ouwehand (nominiert)     |
| Forum voor Democratie                    | noch zu bestimmen               |
| Staatkundig Gereformeerde Partij (SGP)   | Chris Stoffer                   |
| ChristenUnie                             | Mirjam Bikker                   |
| Volt                                     | Laurens Dassen                  |
| JA21                                     | Joost Eerdmans                  |
| 50PLUS                                   | Jan Struijs (nominiert)         |
| Belang van Nederland (BVNL)              | Wybren van Haga                 |
| BIJ1                                     | Tofik Dibi                      |
| De Groenen                               | noch zu bestimmen               |
| FNP †                                    | Aant Jelle Soepboer (nominiert) |
| LEF – Voor de Nieuwe Generatie           | noch zu bestimmen               |
| LP (Libertaire Partij)                   | Tom van Lamoen                  |
| ORDA                                     | Erwin Lensink                   |
| Partij BEER                              | Colin de Beer                   |
| Partij Helder                            | noch zu bestimmen               |
| Partij van de Toekomst                   | Johan Vlemmix                   |
| PDIB (Partij voor Democratie in Balans)  | noch zu bestimmen               |
| Piratenpartij                            | Matthijs Pontier                |
| Politieke Partij voor Basisinkomen       | noch zu bestimmen               |
| Vrede voor Dieren                        | noch zu bestimmen               |
| Vrij Verbond                             | Bart Burggraaf                  |
| Partij Bijzonder                         | Sabrina Grossman                |

## Umfragen
- SP: 8
- PvdD: 4
- DENK: 4
- GL-PvdA: 28
- Volt: 3
- D66: 11
- CU: 3
- NSC: 0
- CDA: 24
- VVD: 16
- BBB: 6
- SGP: 4
- JA21: 7
- PVV: 28
- FvD: 4

Umfragen in den Niederlanden werden von den Meinungsforschungsinstituten in der Anzahl der Sitze für die Partei, die ihr nach dem prozentualen Ergebnis zustünden, angegeben, oft zusätzlich auch mit prozentualen Werten.

### Verlauf

Verlauf der Umfragewerte seit 2023

### Sitze
| Institut    | Datum         | PVV                                                                                      | GL-PvdA                                                                                  | VVD                                                                                      | NSC                                                                                      | D66                                                                                      | BBB                                                                                      | CDA                                                                                      | SP                                                                                       | Denk                                                                                     | PvdD                                                                                     | FvD                                                                                      | SGP                                                                                      | CU                                                                                       | Volt                                                                                     | JA21                                                                                     |
| ----------- | ------------- | ---------------------------------------------------------------------------------------- | ---------------------------------------------------------------------------------------- | ---------------------------------------------------------------------------------------- | ---------------------------------------------------------------------------------------- | ---------------------------------------------------------------------------------------- | ---------------------------------------------------------------------------------------- | ---------------------------------------------------------------------------------------- | ---------------------------------------------------------------------------------------- | ---------------------------------------------------------------------------------------- | ---------------------------------------------------------------------------------------- | ---------------------------------------------------------------------------------------- | ---------------------------------------------------------------------------------------- | ---------------------------------------------------------------------------------------- | ---------------------------------------------------------------------------------------- | ---------------------------------------------------------------------------------------- |
| Peil.nl     | 9. Aug. 2025  | 28                                                                                       | 28                                                                                       | 16                                                                                       | 0                                                                                        | 11                                                                                       | 6                                                                                        | 24                                                                                       | 8                                                                                        | 4                                                                                        | 4                                                                                        | 4                                                                                        | 4                                                                                        | 3                                                                                        | 3                                                                                        | 7                                                                                        |
| Ipsos I&O   | 30. Juli 2025 | 27                                                                                       | 24                                                                                       | 20                                                                                       | 1                                                                                        | 12                                                                                       | 4                                                                                        | 24                                                                                       | 6                                                                                        | 4                                                                                        | 6                                                                                        | 3                                                                                        | 4                                                                                        | 4                                                                                        | 4                                                                                        | 7                                                                                        |
| Verian      | 29. Juli 2025 | 30                                                                                       | 29                                                                                       | 23                                                                                       | 1                                                                                        | 10                                                                                       | 2                                                                                        | 23                                                                                       | 7                                                                                        | 2                                                                                        | 4                                                                                        | 4                                                                                        | 3                                                                                        | 3                                                                                        | 2                                                                                        | 7                                                                                        |
| Peil.nl     | 26. Juli 2025 | 29                                                                                       | 27                                                                                       | 19                                                                                       | 0                                                                                        | 10                                                                                       | 5                                                                                        | 21                                                                                       | 8                                                                                        | 4                                                                                        | 5                                                                                        | 4                                                                                        | 4                                                                                        | 3                                                                                        | 3                                                                                        | 8                                                                                        |
| Peil.nl     | 5. Juli 2025  | 29                                                                                       | 28                                                                                       | 20                                                                                       | 0                                                                                        | 9                                                                                        | 4                                                                                        | 21                                                                                       | 7                                                                                        | 4                                                                                        | 4                                                                                        | 4                                                                                        | 4                                                                                        | 3                                                                                        | 3                                                                                        | 10                                                                                       |
| Peil.nl     | 21. Juni 2025 | 30                                                                                       | 29                                                                                       | 22                                                                                       | 0                                                                                        | 8                                                                                        | 3                                                                                        | 21                                                                                       | 7                                                                                        | 4                                                                                        | 4                                                                                        | 4                                                                                        | 4                                                                                        | 3                                                                                        | 3                                                                                        | 8                                                                                        |
| Ipsos I&O   | 16. Juni 2025 | 30                                                                                       | 29                                                                                       | 24                                                                                       | 2                                                                                        | 11                                                                                       | 4                                                                                        | 21                                                                                       | 5                                                                                        | 3                                                                                        | 6                                                                                        | 3                                                                                        | 3                                                                                        | 3                                                                                        | 3                                                                                        | 3                                                                                        |
| Ankündigung | 14. Juni 2025 | Nicolien van Vroonhoven verkündet, dass sie nicht als Spitzenkandidatin des NSC antritt. | Nicolien van Vroonhoven verkündet, dass sie nicht als Spitzenkandidatin des NSC antritt. | Nicolien van Vroonhoven verkündet, dass sie nicht als Spitzenkandidatin des NSC antritt. | Nicolien van Vroonhoven verkündet, dass sie nicht als Spitzenkandidatin des NSC antritt. | Nicolien van Vroonhoven verkündet, dass sie nicht als Spitzenkandidatin des NSC antritt. | Nicolien van Vroonhoven verkündet, dass sie nicht als Spitzenkandidatin des NSC antritt. | Nicolien van Vroonhoven verkündet, dass sie nicht als Spitzenkandidatin des NSC antritt. | Nicolien van Vroonhoven verkündet, dass sie nicht als Spitzenkandidatin des NSC antritt. | Nicolien van Vroonhoven verkündet, dass sie nicht als Spitzenkandidatin des NSC antritt. | Nicolien van Vroonhoven verkündet, dass sie nicht als Spitzenkandidatin des NSC antritt. | Nicolien van Vroonhoven verkündet, dass sie nicht als Spitzenkandidatin des NSC antritt. | Nicolien van Vroonhoven verkündet, dass sie nicht als Spitzenkandidatin des NSC antritt. | Nicolien van Vroonhoven verkündet, dass sie nicht als Spitzenkandidatin des NSC antritt. | Nicolien van Vroonhoven verkündet, dass sie nicht als Spitzenkandidatin des NSC antritt. | Nicolien van Vroonhoven verkündet, dass sie nicht als Spitzenkandidatin des NSC antritt. |
| Verian      | 10. Juni 2025 | 33                                                                                       | 25                                                                                       | 26                                                                                       | 1                                                                                        | 10                                                                                       | 3                                                                                        | 20                                                                                       | 6                                                                                        | 4                                                                                        | 5                                                                                        | 3                                                                                        | 3                                                                                        | 5                                                                                        | 4                                                                                        | 2                                                                                        |
| Peil.nl     | 7. Juni 2025  | 31                                                                                       | 30                                                                                       | 24                                                                                       | 1                                                                                        | 8                                                                                        | 2                                                                                        | 19                                                                                       | 7                                                                                        | 4                                                                                        | 4                                                                                        | 4                                                                                        | 4                                                                                        | 3                                                                                        | 4                                                                                        | 5                                                                                        |
| Ipsos I&O   | 6. Juni 2025  | 30                                                                                       | 26                                                                                       | 23                                                                                       | 2                                                                                        | 12                                                                                       | 4                                                                                        | 18                                                                                       | 5                                                                                        | 3                                                                                        | 8                                                                                        | 5                                                                                        | 4                                                                                        | 3                                                                                        | 3                                                                                        | 4                                                                                        |
| Ankündigung | 3. Juni 2025  | PVV verlässt die Regierung, das Kabinett Schoof bleibt geschäftsführend im Amt.          | PVV verlässt die Regierung, das Kabinett Schoof bleibt geschäftsführend im Amt.          | PVV verlässt die Regierung, das Kabinett Schoof bleibt geschäftsführend im Amt.          | PVV verlässt die Regierung, das Kabinett Schoof bleibt geschäftsführend im Amt.          | PVV verlässt die Regierung, das Kabinett Schoof bleibt geschäftsführend im Amt.          | PVV verlässt die Regierung, das Kabinett Schoof bleibt geschäftsführend im Amt.          | PVV verlässt die Regierung, das Kabinett Schoof bleibt geschäftsführend im Amt.          | PVV verlässt die Regierung, das Kabinett Schoof bleibt geschäftsführend im Amt.          | PVV verlässt die Regierung, das Kabinett Schoof bleibt geschäftsführend im Amt.          | PVV verlässt die Regierung, das Kabinett Schoof bleibt geschäftsführend im Amt.          | PVV verlässt die Regierung, das Kabinett Schoof bleibt geschäftsführend im Amt.          | PVV verlässt die Regierung, das Kabinett Schoof bleibt geschäftsführend im Amt.          | PVV verlässt die Regierung, das Kabinett Schoof bleibt geschäftsführend im Amt.          | PVV verlässt die Regierung, das Kabinett Schoof bleibt geschäftsführend im Amt.          | PVV verlässt die Regierung, das Kabinett Schoof bleibt geschäftsführend im Amt.          |
| Peil.nl     | 31. Mai 2025  | 31                                                                                       | 30                                                                                       | 25                                                                                       | 1                                                                                        | 8                                                                                        | 2                                                                                        | 18                                                                                       | 7                                                                                        | 4                                                                                        | 4                                                                                        | 5                                                                                        | 4                                                                                        | 3                                                                                        | 4                                                                                        | 4                                                                                        |
| Verian      | 27. Mai 2025  | 28                                                                                       | 28                                                                                       | 30                                                                                       | 2                                                                                        | 10                                                                                       | 2                                                                                        | 18                                                                                       | 8                                                                                        | 4                                                                                        | 5                                                                                        | 3                                                                                        | 3                                                                                        | 3                                                                                        | 3                                                                                        | 3                                                                                        |
| Ipsos I&O   | 12. Mai 2025  | 29                                                                                       | 28                                                                                       | 26                                                                                       | 1                                                                                        | 12                                                                                       | 4                                                                                        | 17                                                                                       | 6                                                                                        | 4                                                                                        | 6                                                                                        | 4                                                                                        | 3                                                                                        | 3                                                                                        | 3                                                                                        | 4                                                                                        |
| Verian      | 29. Apr. 2025 | 29                                                                                       | 27                                                                                       | 28                                                                                       | 1                                                                                        | 12                                                                                       | 3                                                                                        | 18                                                                                       | 6                                                                                        | 4                                                                                        | 5                                                                                        | 4                                                                                        | 3                                                                                        | 5                                                                                        | 3                                                                                        | 2                                                                                        |
| Wahl 2023   | 22. Nov. 2023 | 37                                                                                       | 25                                                                                       | 24                                                                                       | 20                                                                                       | 9                                                                                        | 7                                                                                        | 5                                                                                        | 5                                                                                        | 3                                                                                        | 3                                                                                        | 3                                                                                        | 3                                                                                        | 3                                                                                        | 2                                                                                        | 1                                                                                        |

### Weitere Umfragen
| Institut   | Datum        | Befragte | Ausgangsfrage                                                      | Antwortmöglichkeit           | Gesamt Prozent | PVV-Wähler | GL-PvdA-Wähler | VVD-Wähler | NSC-Wähler | BBB-Wähler |
| ---------- | ------------ | -------- | ------------------------------------------------------------------ | ---------------------------- | -------------- | ---------- | -------------- | ---------- | ---------- | ---------- |
| EenVandaag | 3. Juni 2025 | 16.117   | Ist es gut oder schlecht, dass Wilders aus der Koalition austritt? | „gute Sache“                 | 60 %           | 65 %       | 72 %           | 41 %       | 56 %       | 31 %       |
| EenVandaag | 3. Juni 2025 | 16.117   | Ist es gut oder schlecht, dass Wilders aus der Koalition austritt? | „schlechte Sache“            | 31 %           | 29 %       | 22 %           | 54 %       | 37 %       | 63 %       |
| EenVandaag | 3. Juni 2025 | 16.117   | Ist es gut oder schlecht, dass Wilders aus der Koalition austritt? | „weiß nicht / keine Meinung“ | 9 %            | 6 %        | 6 %            | 5 %        | 7 %        | 6 %        |